# Madeleine Gustafsson
Madeleine Anette Gustafsson; z d. Grundström (ur. 12 sierpnia 1980 w Sztokholmie), szwedzka piłkarka ręczna, reprezentantka kraju, bramkarka. W sezonie 2008/09 doznała poważnej kontuzji, która wykluczyła zawodniczkę z gry w sezonie 2009/2010.

## Życie prywatne
27 czerwca 2009 wyszła za mąż, za Mattiasa Gustafssona, szwedzkiego szcypiornistę.

## Sukcesy
- 2009:  wicemistrzostwo Danii